# Singi Talav
Singi Talav ist der Name einer archäologischen Fundstätte am südwestlichen Rand der Kleinstadt Didwana im Distrikt Nagaur, Bundesstaat Rajasthan, im Nordwesten von Indien. Die Fundstätte befindet sich in einer Lehmgrube, in der kalkhaltiger Lehm abgebaut wird. Seit 1980 wurden zahlreiche Steinwerkzeuge aus unterschiedlichen Epochen der Kultur des Acheuléen geborgen. Diese Kultur wird in Asien in der Regel mit Homo erectus in Verbindung gebracht.

## Funde
Singi Talav ist die lokale Bezeichnung für eine ost-westlich ausgerichtete, drei Kilometer lange und einen Kilometer breite Senke in der ansonsten relativ flachen Wüste Thar. In dieser Senke existiert ein großer Lehm-Tagebau, an dessen südwestlichem Rand bei Abbauarbeiten u. a. Faustkeile und Chopper zutage getreten waren. Erstmals 1981 wurden in diesem Bereich Grabungen durchgeführt, auf einer 16 Quadratmeter großen Fläche und bis 125 Zentimeter Tiefe: In allen Tiefen dieser Probegrabung waren Steinwerkzeuge in den Lehm eingebettet. Die zahlreichen Abschläge wurden als Beleg interpretiert, dass dieser Ort zur Herstellung von Steingerät gedient hat. Vermutlich habe die Fundstelle seinerzeit am Rande eines Gewässers gelegen, das gelegentlich über die Ufer trag und die Artefakte mit Schlamm bedeckte. Die Funde in den oberen 30 Zentimetern konnten aufgrund ihrer Beschaffenheit dem Mittelpaläolithikum zugeordnet werden, die tieferen Schichten dem wesentlich älteren, frühen Acheuléen. Demnach gab es in diesem Gebiet eine Siedlungsgeschichte von mehreren hunderttausend Jahren, wobei die untersuchte Fundstätte vermutlich häufig, aber nicht dauerhaft besucht wurde.

## Datierung
Eine direkte Datierung der Fundschichten von Singi Talav wurde erstmals im Oktober 2021 publiziert. Das im Jahr 2000 veröffentlichte Alter der ältesten Siedlungsschicht von nahezu 800.000 Jahren beruhte auf einer Elektronenspinresonanz-Datierung, die im rund zwei Kilometer entfernten Amarpura-Steinbruch vorgenommen worden war sowie auf der Annahme, dass die Schichten beider Fundstätten gleich alt sind. Dieser Datierung zufolge galt Singi Talav als eine der ältesten aus dem Acheuléen auf dem indischen Subkontinent. Die Annahme einer stratigraphischen Korrelation war allerdings umstritten, zumal andere Fundstätten des Acheuléen in Südasien nur unwesentlich älter als 400.000 Jahre sind.
Im Jahr 2016 wurde die in den 1980er-Jahren untersuchte Fundstelle erneut erforscht und unmittelbar angrenzend an die damals zum Teil abgetragenen Schichten bislang unberührte Ablagerungen durch optisch stimulierte Lumineszenz datiert. Laut dieser im Jahr 2021 veröffentlichten Datierung stammen die Werkzeugfunde von Singi Talav aus vier unterscheidbaren Schichten, die rund 248.000 Jahre, rund 177.000 Jahre, rund 85.000 Jahre und rund 65.000 Jahre alt sind. Die älteste, 248.00 Jahre alte Schicht ist der bislang älteste datierte Beleg für die Kultur des Acheuléen im Gebiet der Thar-Wüste, die gleichfalls dem Acheuléen zugeschriebene zweitälteste Schicht ist einer der jüngsten Belege für die Kultur des Acheuléen in Indien. Die beiden jüngeren Siedlungsschichten aus der Epoche des Mittelpaläolithikums zeigen Merkmale der Levalloistechnik und entstanden vor der Zuwanderung des anatomisch modernen Menschen (Homo sapiens).

## Belege
1. 1 2   Virendra Nath Misra et al.: Acheulian Occupation and Evolving Landscape around Didwana in the Thar Desert. In: Man and Environment. Band 6, 1982, S. 72–86, Volltext.
2. ↑  Claire Gaillard et al.: Acheulian occupation in the Singi Talav, Thar Desert: a preliminary report on 1981 excavation. In: Bulletin of the Deccan College Research Institute. Band 44, 1985, S. 141–149, JSTOR:42930125, Volltext.
3. ↑  Ansu Kailath et al.: Electron spin resonance characterization of calcretes from Thar Desert for dating applications. In: Radiation Measurements. Band 32, Nr. 4, 2000, S. 371–383, doi:10.1016/S1350-4487(99)00282-6.
4. ↑  Parth R. Chauhan: Comment on ‘Lower and Early Middle Pleistocene Acheulian in the Indian sub-continent’ by Gaillard et al. (2009) (Quaternary International). In: Quaternary International. Band 223–224, 2010, S. 248–259, doi:10.1016/j.quaint.2010.01.021.
5. ↑  James Blinkhorn, Hema Achyuthan, Julie Durcan, Patrick Roberts und Jana Ilgner: Constraining the chronology and ecology of Late Acheulean and Middle Palaeolithic occupations at the margins of the monsoon. In: Scientific Reports. Band 11, 2021, Artikel Nr. 19665, doi:10.1038/s41598-021-98897-7.
Late persistence of human ancestors at the margins of the monsoon in India. Auf: eurekalert.org  vom 5. Oktober 2021.

Koordinaten: 27° 23′ 24,2″ N, 74° 33′ 10,9″ O